# Xanionotum spinipes
Xanionotum spinipes är en tvåvingeart som beskrevs av Borgmeier 1928. Xanionotum spinipes ingår i släktet Xanionotum och familjen puckelflugor. Inga underarter finns listade i Catalogue of Life.